# Pyramid Rock (Palmer-Archipel)
Der Pyramid Rock (englisch für Pyramidenfelsen, in Chile Roca Pirámide) ist ein Klippenfelsen im Palmer-Archipel vor der Westküste der Antarktischen Halbinsel. Er liegt unmittelbar vor dem Ausläufer der Gourdon-Halbinsel im Nordosten der Anvers-Insel.
Wissenschaftler der britischen Discovery Investigations kartierten und benannten ihn im Jahr 1927.